# Vaterlandspartei (Armenien)
Die Vaterlandspartei (armenisch Հայրենիք կուսակցություն Hajrenik kusakzutjun (HK)) ist eine politische Partei in Armenien.

## Geschichte
Die Vaterlandspartei wurde am 30. Mai 2020 in Jerewan von Artur Wanezjan gegründet, der seitdem als Gründungsvorsitzender fungiert.
Im Mai 2021 bildete sie zusammen mit der nationalkonservativen Partei Republikanische Partei Armeniens das Wahlbündnis „Ich habe Ehre“, mit welchem sie bei der Parlamentswahl 2021 5,2 % der Wählerstimmen erreichen konnte. Von den sieben Mandaten gingen zwei an die Vaterlandspartei, gehalten durch Wanezjan und Ischchan Sakarjan. Letzterer ist seit dem 9. Dezember 2021 fraktionslos. Wanezjan, dadurch einziger Abgeordneter seiner Partei im Bündnis „Ich habe Ehre“, legte am 21. Juni 2022 sein Parlamentsmandat gänzlich nieder, wodurch das Bündnis effektiv aufgekündigt wurde.

## Wahlergebnisse
| Jahr | Stimmen | Anteil | Mandate | Platz |
| ---- | ------- | ------ | ------- | ----- |
| 2021 | 66.650  | 5,2 %  | 2/107 1 | 3.    |